# Montagnieu (Ain)
Montagnieu ist eine französische Gemeinde im Département Ain in der Region Auvergne-Rhône-Alpes. Sie gehört zum Kanton Lagnieu im Arrondissement Belley.

## Lage
Die Gemeinde Montagnieu liegt am Bach Brive, am Südwestrand der Landschaft Bugey, 22 Kilometer westnordwestlich von Belley. Im Westen reicht das Gemeindegebiet bis an die Rhône, wo auch die Brive mündet. Nachbargemeinden sind Bénonces im Norden, Seillonnaz im Osten, Briord im Süden, Bouvesse-Quirieu (Département Isère) im Südwesten und Serrières-de-Briord im Westen.

## Bevölkerungsentwicklung
| Jahr                       | 1962 | 1968 | 1975 | 1982 | 1990 | 1999 | 2009 | 2021 |
| Einwohner                  | 287  | 306  | 354  | 372  | 356  | 386  | 495  | 666  |
| Quellen: Cassini und INSEE |      |      |      |      |      |      |      |      |

## Sehenswürdigkeiten
- Kirche Saint-Didier
- Schloss von Montagnieu
- Lavoir

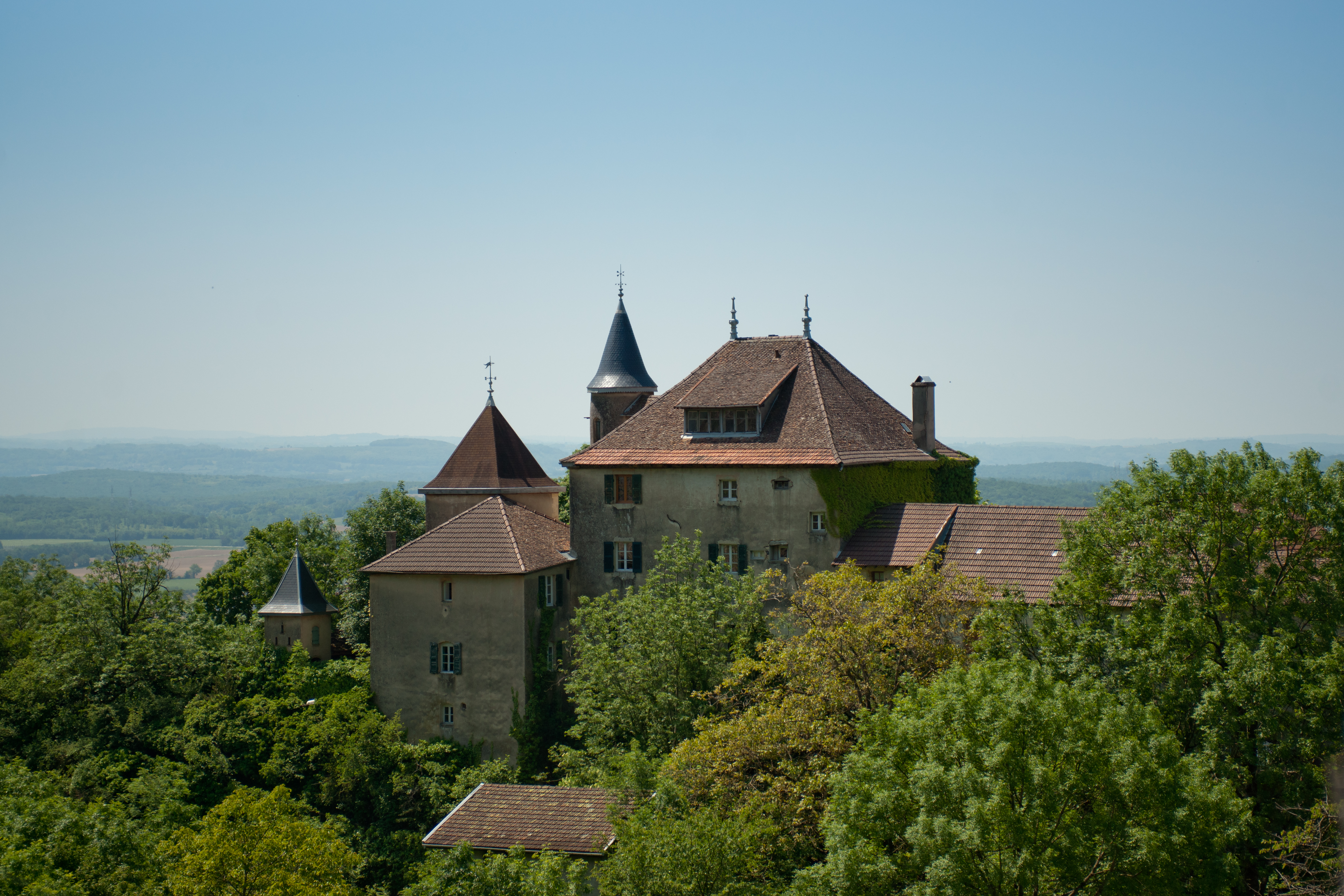
Schloss Montagnieu
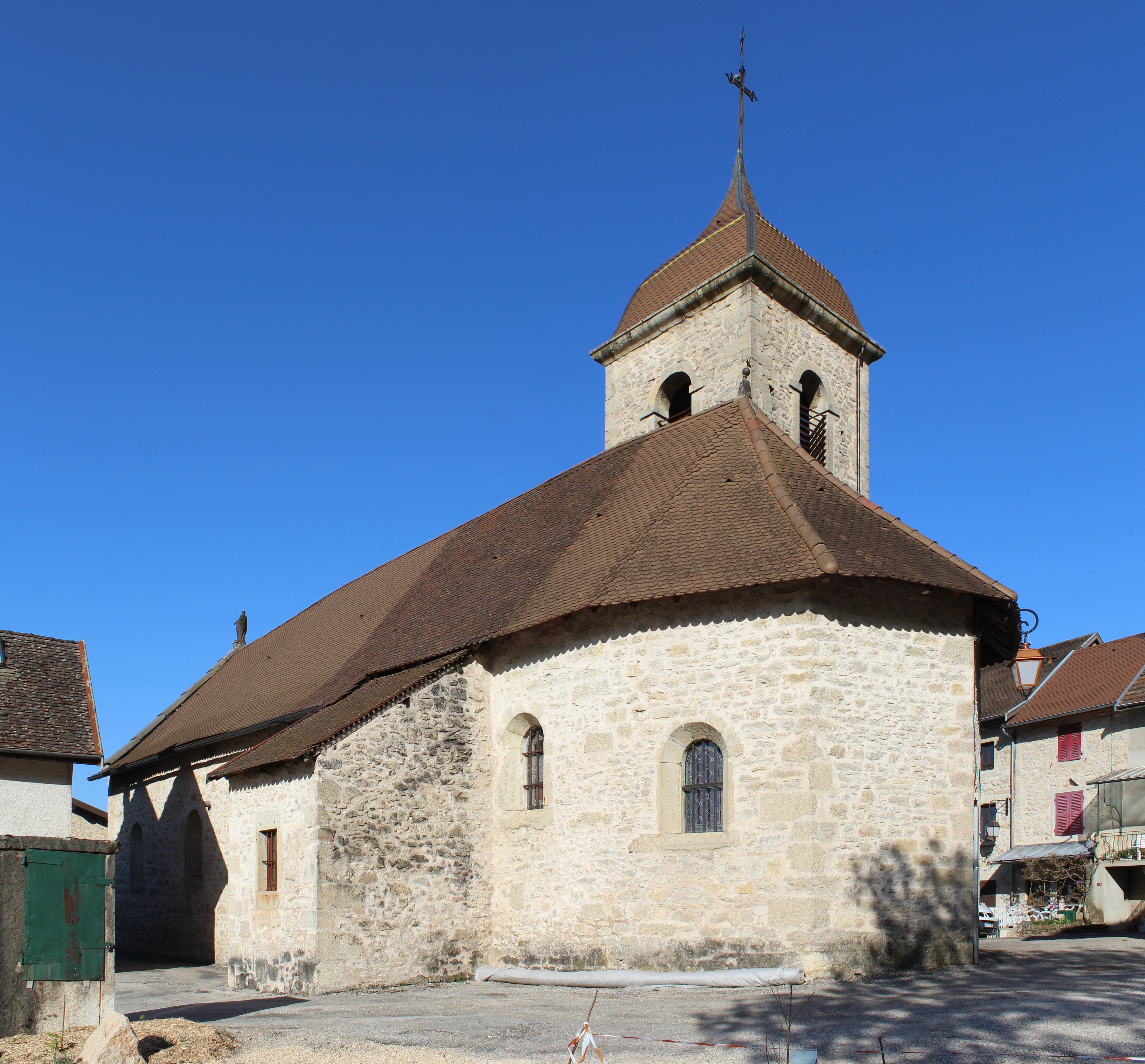
Kirche Saint-Didier
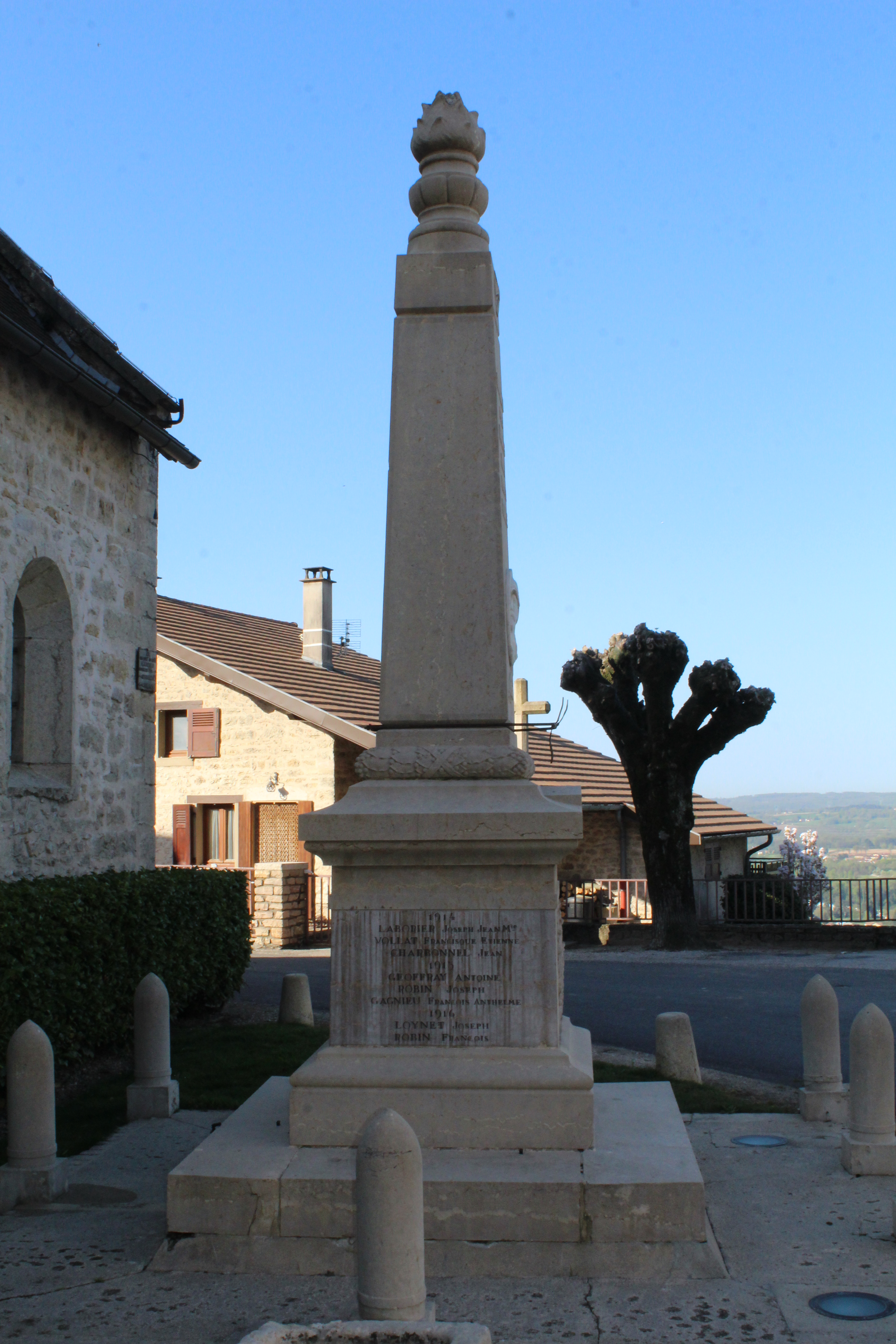
Gefallenendenkmal

## Wirtschaft
Antoine Roset legte 1860 den Grundstein für die Möbelfabrik Ligne Roset, heute in Briord als Roset SA firmierend.